# Nils Barck (1713–1782)
Nils Barck, född 1713, död 30 november 1782 i Stockholm, var en svensk greve, diplomat och politiker.

## Biografi
Nils Barck var son till riksrådet Samuel Barck och Samuel Göthes dotter Anna Elisabeth samt bror till riksrådet Ulrik Barck. 
Nils Barck inträdde tidigt på ämbetsmannabanan och företog 1731–1733 en utrikes studieresa. Han deltog i riksdagarna 1738–1743, där han tillhörde mösspartiet. Tack vare sina ryska sympatier utsågs Barck efter krigets slut 1743 till envoyé i Sankt Petersburg. Därifrån förflyttades han 1747 till Wien, där han skötte sysslan ända fram till 1781. Barck erhöll 1763 titeln hovkansler. 
Han gifte sig i Wien med Maria von Diedrichstein och blev far till guvernören Nils Barck (1760–1822) och två döttrar.